# Betlanovce
Betlanovce este o comună slovacă, aflată în districtul Spišská Nová Ves din regiunea Košice. Localitatea se află la altitudinea de 547 m deasupra n.m., se întinde pe o suprafață de 10,124 km2 și în 2017 număra 721 de locuitori. Se învecinează cu comuna Spišský Štiavnik.

## Istoric
Localitatea Betlanovce este atestată documentar din 1311.

## Demografie
| An:                | 1994 | 2004    | 2014   | 2024    |
| ------------------ | ---- | ------- | ------ | ------- |
| Număr de persoane: | 503  | 636     | 694    | 776     |
| Diferență:         |      | +26,44% | +9,11% | +11,81% |

| An:                | 2023 | 2024 |
| ------------------ | ---- | ---- |
| Număr de persoane: | 776  | 776  |
| Diferență:         |      | +0%  |